# 더 풀러턴 호텔 싱가포르
더 풀러턴 호텔 싱가포르(영어: The Fullerton Hotel Singapore)는 싱가포르 다운타운코어에 위치한 호텔이다. 호텔명은 해협식민지의 첫 지사 로버트 풀러턴의 이름을 딴 것이다. 본래 이 건물은 1996년까지 중앙우체국으로 사용되었다.